# Dan Fog
Dan Fog (11. august 1919 – 31. august 2000), var en dansk musikantikvar, der i 1953 åbnede sit musikantikvariat på Gråbrødre Torv i København og var kendt verden over for sit enorme kendskab til nodeudgivelser. Han blev student i 1937 og tog derefter en uddannelse som antikvarboghandler. Han begyndte at studere musikvidenskab på Københavns Universitet, men sprang fra og nedsatte sig som musikantikvar. Gennem årene udvidede han antikvariatet samt boligen i Hellerup til et enormt musikbibliotek, der er kendt verden over. Han gennemførte et kæmpearbejde med at datere og registrere danske noder mellem år 1750 og 1854 og udgav Musikhandel og Nodetryk i Danmark (1984), hvor han beretter om arbejdet med at datere noderne. I 1987 blev han udnævnt til æresdoktor ved Københavns Universitet.  
Musikantikvariatet på Gråbrødretorv nr. 7 var videreført af hans hustru, Lene Fog indtil 2012. I 2013 blev antikvariatet flyttet til Risskov ved Aarhus. 

## Værker
- 1959 En fortegnelse over kompositioner af Daniel Frederik Rudolph Kuhlau, Kbh. (30 s.)
- 1977 Kompositionen von Fridr. Kuhlau : thematisch-bibliographischer Katalog, Kbh. (203 s.)
- 1979 Kompositionen von C.E.F. Weyse, Kbh. (196 s. ill.)
- 1979 Dansk musikfortegnelse : en dateret katalog over trykte danske musikalier 1. del, 1750-1854, Kbh. (203 s.)
- 1980 Grieg-katalog : en fortegnelse over Edvard Griegs trykte kompositioner, Kbh. (143 s.)
- 1984 Musikhandel og nodetryk i Danmark efter 1750 I-II , Kbh. (507 s. + 224 s.)
- 1986 N.W. Gade-katalog : en fortegnelse over Niels W. Gades trykte kompositioner, Kbh. (96 s.)
- 1991 Heise-katalog : fortegnelse over Peter Heise's trykte kompositioner, Kbh. (111 s.)
- 1991 Hartmann-katalog : fortegnelse over J.P.E. Hartmanns trykte kompositioner, Kbh. (189 s.)
- 1995 Lumbye-katalog : fortegnelse over H.C. Lumbyes trykte kompositioner, Kbh. (176 s. ill.)